# Mevo Bejtar
Mevo Bejtar (hebrejsky מְבוֹא בֵּיתָר‎, doslova „Vstup do Bejtaru“, v oficiálním přepisu do angličtiny Mevo Betar) je vesnice typu mošav v Izraeli, v Jeruzalémském distriktu, v Oblastní radě Mate Jehuda.

## Geografie
Leží v nadmořské výšce 758 metrů na zalesněných svazích Judských hor. Severně od obce terén prudce klesá do kaňonu vádí Nachal Refa'im, kam odtud směřuje boční vádí Nachal Kobi. Jižní stranu kaňonu lemují vyrazné kopce jako Šluchat Kobi nebo Har Refa'im, podobné vyvýšeniny se zvedají i na protější straně.
Obec se nachází 45 kilometrů od břehu Středozemního moře, cca 50 kilometrů jihovýchodně od centra Tel Avivu, cca 13 kilometrů jihozápadně od historického jádra Jeruzalému a 11 kilometrů východně od Bejt Šemeš. Mevo Bejtar obývají Židé, přičemž osídlení v tomto regionu je etnicky převážně židovské. Mošav je situován necelý kilometr od Zelené linie, která odděluje Izrael v jeho mezinárodně uznávaných hranicích od území Západního břehu Jordánu. Počátkem 21. století byly přilehlé arabské (palestinské) oblasti Západního břehu od Izraele odděleny pomocí bezpečnostní bariéry. Za Zelenou linií se v přilehlé části Západního břehu nachází i kompaktní blok židovských osad Guš Ecion včetně velkého města Bejtar Ilit.
Mevo Bejtar je na dopravní síť napojen pomocí lokální silnice číslo 375. Podél nedalekého Nachal Refa'im vede železniční trať Tel Aviv-Jeruzalém, ale ta zde nemá stanici.

## Dějiny
Mevo Bejtar byl založen v roce 1950. Novověké židovské osidlování tohoto regionu začalo po válce za nezávislost tedy po roce 1948, kdy Jeruzalémský koridor ovládla izraelská armáda a kdy došlo k vysídlení většiny zdejší arabské populace.
Do roku 1948 stála cca 1 kilometr severovýchodně od nynějšího mošavu arabská vesnice al-Kabu, která uchovávala starší sídelní tradici. Římané ji znali jako Qobi. Ve vesnici stála mešita, muslimská svatyně al-Šajch Ahmad al-Umari a ruiny křižáckého kostela. Roku 1931 žilo v al-Kabu 192 lidí v 31 domech. Izraelci byl al-Kabu dobyt v říjnu 1948. Zástavba vesnice byla v druhé polovině roku 1949 zcela zbořena, s výjimkou mešity a hřbitova.
Mošav byl zřízen 24. dubna 1950 jako první ze zemědělských vesnic zřizovaných tehdy v Judských horách. Jeho zakladateli byla skupina Židů z jižní Ameriky (Argentina). Pojmenován je podle starověkého židovského města Bejtar, jež stávalo nedaleko odtud a jehož název dodnes připomíná stále existující arabská vesnice Battir na Západním břehu Jordánu.
Až do šestidenní války v roce 1967 měl mošav Mevo Bejtar charakter pohraniční osady. 19. června 1954 do vesnice pronikli arabští ozbrojenci a zavraždili tři členy mošavu.
V 90. letech 20. století prošla vesnice stavební expanzí. Podle zatím nefinalizovaných stavebních plánů má dojít k masivní parcelaci okolních pozemků pro výstavbu 1400 bytových jednotek, čímž by se dosud vesnické sídlo proměnilo v obec městského typu, podobně jako se již stalo v sousední obci Cur Hadasa. V roce 2014 se ovšem uvádí, že tyto plány jsou posuzovány již po dobu 15 let a čelí opozici ze strany Oblastní rady Mate Jehuda a environmentalistů.

## Demografie
Podle údajů z roku 2014 tvořili naprostou většinu obyvatel v Mevo Bejtar Židé (včetně statistické kategorie "ostatní", která zahrnuje nearabské obyvatele židovského původu ale bez formální příslušnosti k židovskému náboženství).
Jde o menší obec vesnického typu s dlouhodobě rostoucí populací. K 31. prosinci 2014 zde žilo 760 lidí. Během roku 2014 populace stoupla o 17,8 %.
| Rok            | 1961 | 1972 | 1983 | 1995 | 2001 | 2003 | 2004 | 2005 | 2006 | 2007 | 2008 | 2009 | 2010 | 2011 | 2012 | 2013 | 2014 |
| -------------- | ---- | ---- | ---- | ---- | ---- | ---- | ---- | ---- | ---- | ---- | ---- | ---- | ---- | ---- | ---- | ---- | ---- |
| Počet obyvatel | 123  | 192  | 214  | 217  | 246  | 266  | 292  | 304  | 310  | 327  | 327  | 374  | 412  | 449  | 523  | 645  | 760  |